# Mahallaka Naga
Mahallaka Naga (Mahalumaana) fou rei d'Anuradhapura (Sri Lanka) del 135 al 141. Era el sogre de Gajabahu I i tot i que el seu nom volia dir "Tres anys" era un home vell.
Va regnar sis anys que va dedicar a construir edificis religiosos, entre els quals set vihares (temples) a diverses part de l'illa: Pejalaka a l'est; Kotipabhata al sud; Udakapasana a l'oest; Salipabbata a l'extrem nord; Tenaveli en un llogaret anomenat Bijagama; Tobbalanagapabbata al districte de Ruhuna; i Ginhalik al interior.
El va succeir el seu fill Bhatika Tissa (Batiya Tissa II)